# Monlezun-d'Armagnac
Monlezun-d'Armagnac é uma comuna francesa na região administrativa de Occitânia, no departamento de Gers. Estende-se por uma área de 6,48 km². Em 2010 a comuna tinha 204 habitantes (densidade: 31,5 hab./km²).